# Affirmation (àlbum)
Affirmation és el segon i darrer àlbum d'estudi del duet australià Savage Garden. La seva publicació es va produir el 9 de novembre de 1999. En total es van vendre més de 13 milions de còpies arreu del món i fou certificat com a disc de platí en alguns països.
Aquest àlbum es va enregistrar després de gravar "The Animal Song" per la banda sonora de la pel·lícula The Other Sister. La majoria de cançons les va compondre Hayes durant la seva estada a Nova York el 1999, i la resta ja les havia escrit anteriorment. Després de l'èxit de l'àlbum de vídeos Superstars and Cannonballs, l'àlbum fou rellançat el novembre de 2000 a Austràlia i al Regne Unit amb la inclusió de cançons extra en directe amb el títol de Declaration, enregistrades en un concert realitzat al Brisbane Entertainment Centre el dia 21 de maig de 2000.

## Llista de cançons
Totes les cançons foren escrites i compostes per Darren Hayes i Daniel Jones. 
| Núm.          | Títol                           | Durada |
| ------------- | ------------------------------- | ------ |
| 1.            | «Affirmation»                   | 4:56   |
| 2.            | «Hold Me»                       | 4:50   |
| 3.            | «I Knew I Loved You»            | 4:10   |
| 4.            | «The Best Thing»                | 4:19   |
| 5.            | «Crash and Burn»                | 4:41   |
| 6.            | «Chained to You»                | 4:08   |
| 7.            | «The Animal Song»               | 4:39   |
| 8.            | «The Lover After Me»            | 4:50   |
| 9.            | «Two Beds and a Coffee Machine» | 3:27   |
| 10.           | «You Can Still Be Free»         | 4:18   |
| 11.           | «Gunning Down Romance»          | 5:34   |
| 12.           | «I Don't Know You Anymore»      | 3:50   |
| Durada total: | Durada total:                   | 53:42  |

| 13. | «The Animal Song» (Hex Hector Club Mix) | 9:55 |
| 14. | «The Animal Song» (Making of the Video) | 3:00 |

| 1.  | «The Best Thing»                | 5:24 |
| 2.  | «The Lover After Me»            | 4:38 |
| 3.  | «I Don't Know You Anymore»      | 3:37 |
| 4.  | «Two Beds and a Coffee Machine» | 1:46 |
| 5.  | «You Can Still Be Free»         | 1:58 |
| 6.  | «Hold Me»                       | 4:52 |
| 7.  | «Gunning Down Romance»          | 6:36 |
| 8.  | «Crash and Burn»                | 5:13 |
| 9.  | «Chained to You»                | 6:33 |
| 10. | «I Knew I Loved You»            | 8:05 |
| 11. | «Affirmation»                   | 6:17 |

## Posicions en llista
| Any  | Llista                       | Posició |
| ---- | ---------------------------- | ------- |
| 1999 | Australian ARIA Albums Chart | 1       |

## Personal
- Totes les cançons estan escrites per Darren Hayes i Daniel Jones
- Producció: Walter Afanasieff
- Co-producció: Daniel Jones i Darren Hayes
- Arranjaments: Walter Afanasieff, Daniel Jones i Darren Hayes
- Arranjaments vocals: Walter Afanasieff i Darren Hayes